# Philipp Wachsmann

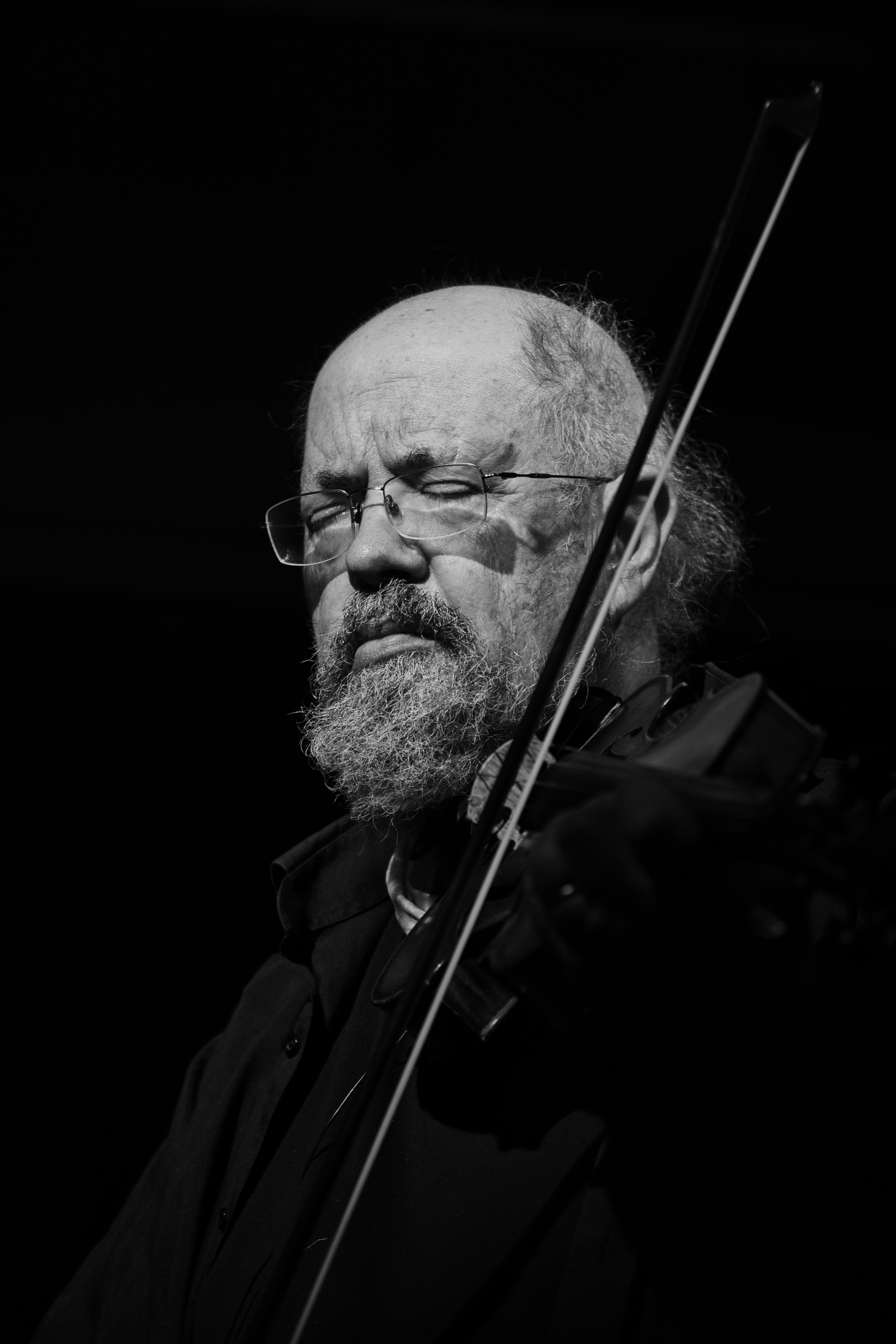
Philipp Wachsmann mit XPACT im Club W71, 2022

Philipp John Paul Wachsmann (* 5. August 1944 in Kampala, Uganda) ist ein englischer Violinist und Komponist.

## Leben und Wirken
Wachsmann lebte bis 1954 in Uganda, wo er durch Aktivitäten seines Vaters, des Musikethnologen Klaus Wachsmann (1907–1984), die überlieferte Musik des Landes kennenlernte. 1969 und 1970 studierte er bei Nadia Boulanger. Unter dem Einfluss zeitgenössischer Komponisten wie Anton Webern, Harry Partch, Charles Ives, Luciano Berio und Edgar Varèse kam er zur improvisierten Musik. 1969 wurde er Mitglied des Yggdrasil-Quartetts, das Werke zeitgenössischer Komponisten wie John Cage, Cornelius Cardew und Morton Feldman aufführte.
Gemeinsam mit Ian Brighton, Colin Wood, Frank Perry und Radu Malfatti bildete er 1973 das Improvisationsensemble Balance. Mitte der 1970er Jahre bildete er mit Tony Wren, Richard Beswick und Simon Mayo das Quartett Chamberpot und arbeitete erstmals mit Tony Oxley bei den Aufnahmen zu dessen February Papers zusammen; die Zusammenarbeit setzte sich kontinuierlich fort, etwa im Celebration Orchestra. Mit Paul Rutherford und Barry Guy bildete er das Trio Iskra 1903. Er arbeitete auch mit Evan Parker (Toward the Margins 1996, Memory/Vision 2002, Boustrophedon 2006, The Moment’s Energy, 2009), Paul Lytton, Derek Baileys Company, Keith Tippetts Gruppe Ark, dem London Jazz Composers Orchestra, Fred Van Hove, Rüdiger Carls COWWS und Marcio Mattos. Daneben tritt er als Solomusiker auf.

## Diskographische Hinweise
- Tony Oxley February Papers, mit Ian Brighton, David Bourne, Barry Guy, 1977
- Improvisations Are Forever Now 1977/79 (mit Barry Guy und Howard Riley)
- Wuppertal Workshop Ensemble The Family mit u. a. Peter Brötzmann, Gianluigi Trovesi, Peter Kowald, 1980
- Iskra 1903  Chapter Two 1981-3, 1981–83
- Was macht ihr denn? Live-Konzert mit Mark Charig, Fred Van Hove, Günter Baby Sommer, 1982
- Company: Epiphany/Epiphanies (mit u. a. Ursula Oppens, Fred Frith, George Lewis, Julie Tippetts) 1982
- Writing in Water, 1984 (Solo)
- Ellispontos mit Paul Lytton, Hans Schneider, Floros Floridis, 1985
- The Glider & the Grinder mit Tony Oxley, 1987
- Georg Gräwes „GrubenKlangOrchester“Songs and Variations, 1988–89
- Trio Raphiphi, mit Radu Malfatti und Phil Minton 1990
- London Jazz Composers Orchestra Theoria, 1991
- Meetings mit Mario Schiano, 1992
- Iskra 1903 Iskra/Nckpa 1903, 1992–2007
- Paul Lytton Quartet The Balance of Trade, 1996
- Chathuna, 1997
- London Improvisers Orchestra Proceedings, 1999
- August Steps, Duo mit Teppo Hauta-aho, 1999
- London Improvisers Orchestra Freedom of the City 2002, 2002
- 888 mit Evan Parker, Hugh Davies, Eddie Prévost, 2003
- Philipp Wachsmann/Martin Blume Pacific, 2003
- Free Zone Appleby 2005 mit Gerd Dudek, Tony Levin, Evan Parker, Tony Marsh, Paul Dunmall, John Edwards, Kenny Wheeler, Paul Rogers, 2005
- WTTF Quartet: Wachsmann, Turner, Thomas, Frangenheim: Berlin Kinesis, 2015
- Evan Parker, John Russell, Ian Brighton, Philipp Wachsmann, Marcio Mattos, Trevor Taylor: Reunion Live from Cafe Oto, 2017
- Sjöström / Hirt / Wachsmann / Lytton: Especially for You, 2023